# CoRoT-21b
CoRoT-21b — це екзопланета, яка була відкрита за допомогою космічного телескопа CoRoT (Convection, Rotation, and Planetary Transits) у 2011 році та належить до класу гарячих Юпітерів.
CoRoT-21b обертається навколо зорі, яка відома як CoRoT-21. Це зоря головної послідовності типу F, яка розміщена на відстані близько 976 світлових років від Землі. Її маса і радіус приблизно вдвічі більше, ніж у Сонця, а її температура становить близько 6600 градусів Цельсія.

## Основні характеристики
- Розмір і маса:

CoRoT-21b має масу, приблизно у 2,26 раза більшу за масу Юпітера і радіус, приблизно в 1,24 раза більший за радіус Юпітера. Це робить її великою газовою гігантською планетою.
- Орбіта:

CoRoT-21b обертається навколо своєї зорі з періодом приблизно 2,724 дня. Вона розташована на відстані близько 0,042 астрономічної одиниці від своєї зорі. Це означає, що вона має дуже близьку орбіту до зорі.
- Температура:

Завдяки своєму близькому розташуванню до зорі CoRoT-21b є дуже гарячою планетою. Припускається, що її температура становить близько 2400 градусів Цельсія. Щодо атмосфери планети, про неї немає багато відомостей, але припускається, що вона складається переважно з газових компонентів, таких як водень і гелій.
- Густина:

Відомо, що густина CoRoT-21b становить близько 1,49 г/см³. Це означає, що вона має значно більшу густину, ніж традиційна газова гігантська планета. Така висока густина може свідчити про наявність важких елементів у її складі або про велику кількість металів.

## Спосіб спостереження
Відкриття CoRoT-21b було здійснено за допомогою методу транзиту.